# Kishuta
Kishuta este un sat în districtul Sátoraljaújhely, județul Borsod-Abaúj-Zemplén, Ungaria, având o populație de 307 locuitori (2011). 

## Demografie
Componența etnică a satului Kishuta
     Maghiari (70,18%)
     Slovaci (28,02%)
     Necunoscut (1,8%)
     Alții (1,8%)
Componența confesională a satului Kishuta
     Romano-catolici (74,92%)
     Greco-catolici (5,21%)
     Reformați (4,56%)
     Fără religie (1,3%)
     Necunoscută (14,01%)
Conform recensământului din 2011, satul Kishuta avea 307 locuitori. Din punct de vedere etnic, majoritatea locuitorilor (70,18%) erau maghiari, cu o minoritate de slovaci (28,02%). Apartenența etnică nu este cunoscută în cazul a 1,8% din locuitori.  Din punct de vedere confesional, majoritatea locuitorilor (74,92%) erau romano-catolici, existând și minorități de greco-catolici (5,21%), reformați (4,56%) și persoane fără religie (1,3%). Pentru 14,01% din locuitori nu este cunoscută apartenența confesională.